# Andrés Jemio
 Andrés Martín Jemio Portugal (Tucumán, Argentina, 6 de julio de 1976) es un exfutbolista argentino nacionalizado boliviano. Jugaba de arquero y su último club fue The Strongest de la Primera División de Bolivia. Actualmente se desempeña como entrenador de arqueros en Atlético Tucumán.
Andrés es hermano del también futbolista de Pablo Jemio.

## Clubes
| Club                    | País      | Año         |
| ----------------------- | --------- | ----------- |
| Atlético Tucumán        | Argentina | 1999 - 2002 |
| Independiente Rivadavia | Argentina | 2002-2004   |
| Atlético Tucumán        | Argentina | 2004 - 2007 |
| The Strongest           | Bolivia   | 2007 - 2008 |
| Ben Hur                 | Argentina | 2008        |
| Blooming                | Bolivia   | 2009-2010   |
| The Strongest           | Bolivia   | 2011 - 2015 |